# ديفانتي جاكوبس
ديفانتي جاكوبس (بالإنجليزية: Devante Jacobs)‏ هو لاعب كرة قدم بريطاني في مركز الهجوم، ولد في 8 ديسمبر 1996 في إنجلترا في المملكة المتحدة. لعب مع أولدهام أثلتيك.

## وصلات خارجية
- ديفانتي جاكوبس على موقع قاعدة بيانات كرة القدم.إي يو (الإنجليزية)
- ديفانتي جاكوبس على موقع Soccerbase.com (لاعب) (الإنجليزية)